# Wilhelm Kleinau
Wilhelm Kleinau (* 10. Februar 1896 in Wolmirstedt; † 1. September 1939 in Polen) war ein deutscher Offizier, paramilitärischer Funktionär und Schriftsteller.

## Leben
Wilhelm Kleinau nahm mit der preußischen Armee am Ersten Weltkrieg teil. Anfang des Jahres 1915 wurde er als Angehöriger der 4. Kompanie des Feldartillerie-Regiments 10 leicht verwundet und einige Monate später, im Herbst 1915, als Angehöriger des Reserve-Infanterie-Regiment 26, schwer verwundet.
In den 1920er und frühen 1930er Jahren betätigte Kleinau sich in dem Frontsoldatenbund Stahlhelm, der in der Schlussphase der Weimarer Republik zu den wichtigsten rechtsgerichteten Organisationen in Deutschland gehörte. Mindestens ab 1924 verlegte er das Stahlhelm-Jahrbuch und zusätzlich kurzzeitig gemeinsam u. a. mit Franz Schauwecker die im August 1926 verbotene Standarte. Wochenzeitschrift des neuen Nationalismus. Zu dieser Zeit war er Bundesgeschäftsführer des Stahlhelms. Daneben war er auch Mitglied des Deutschen Herrenklubs in Berlin. Später übernahm er von Franz Schauwecker die Redaktion des aus der verbotenen Zeitschrift hervorgegangenen, neuen Standarte. Von 1924 bis 1926 und wieder ab 1933 war er Hauptschriftleiter der Bundeszeitung des Stahlhelms und veröffentlichte zahlreiche Beiträge in den Vereinsorganen.
1933 veröffentlichte Kleinau beim Stahlhelm Verlag zwei Bücher: Zum einen eine weitgehend glorifizierende Biographie des Stahlhelm-Bundesführers Franz Seldte, der seit diesem Jahr als Reichsarbeitsminister in der Regierung Hitler fungierte, sowie das Werk Soldaten der Nation, eine Verherrlichung der „geschichtlichen Sendung“ des Stahlhelms.
Kleinau wurde in den 1930er Jahren als Offizier reaktiviert und bis zum Major befördert. Er war einer der ersten Offiziere, die auf deutscher Seite zu Beginn des Zweiten Weltkrieges ums Leben kamen. Bei einer Erkundungsfahrt stieß er mit einem polnischen Panzerspähwagen zusammen und starb am 1. September 1939 als Kommandeur der II. Abteilung des Artillerie-Regiments 66, welche er seit 10. November 1938 befehligte, beim deutschen Überfall auf Polen.
Sein Grab befindet sich auf dem Berliner Invalidenfriedhof.

## Schriften (Auswahl)
- Unser Recht auf den Staat. In: Der Stahlhelm 7, Nr. 32, 1925.
- Mussolini über Verfassungen und Programme. Die Standarte (Zeitschrift des Stahlhelms), August 1927, S. 339.
- Das Jungdeutsche Manifest. Die Standarte (Zeitschrift des Stahlhelms), Dezember 1927, S. 562+563.
- Stahlhelm und Staat: Eine Erläuterung der Stahlhelm-Botschaften, Stahlhelm Verlag, Berlin 1929.
- Franz Seldte: Ein Lebensbericht, Stahlhelm Verlag, Berlin 1933.
- Soldaten der Nation – Die geschichtliche Sendung des Stahlhelm, Berlin 1933.